# Saint-Just-Chaleyssin
Saint-Just-Chaleyssin is een gemeente in het Franse departement Isère (regio Auvergne-Rhône-Alpes). De plaats maakt deel uit van het arrondissement Vienne. Saint-Just-Chaleyssin telde op 1 januari 2022 2.678 inwoners. 

## Geografie
De oppervlakte van Saint-Just-Chaleyssin bedroeg op 1 januari 2022 13,95 vierkante kilometer; de bevolkingsdichtheid was toen 192 inwoners per km².

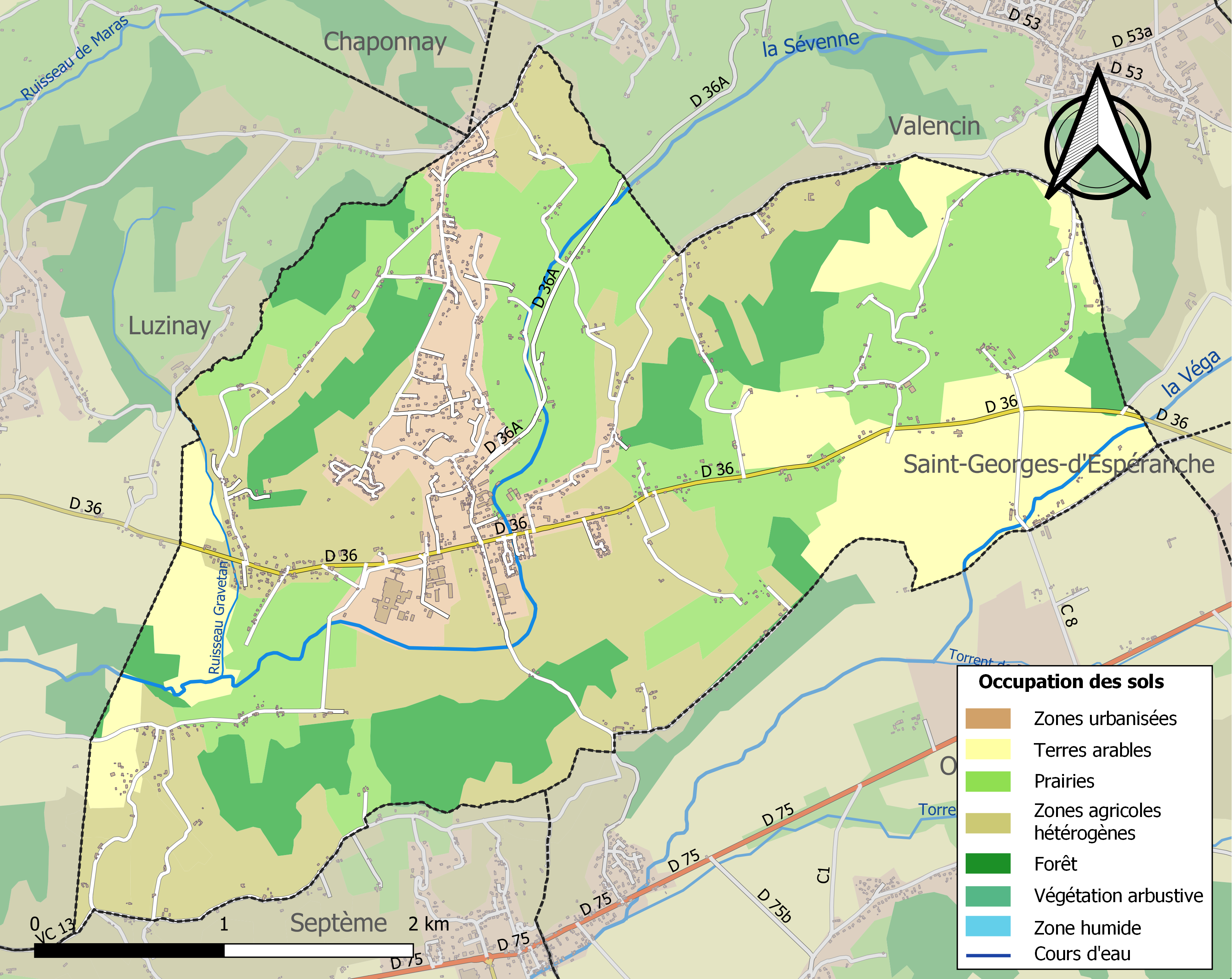
Kaart van de gemeente met de belangrijkste infrastructuur, bodemgebruik en omliggende gemeenten

## Demografie
Onderstaande figuur toont het verloop van het inwonertal (bron: INSEE-tellingen).